# Chris Anthony
Chris Anthony, född 10 januari 1979 i Bettendorf, Iowa, är en amerikansk fotbollsspelare i serien Arena Football League. Han spelar som wide receiver/linebacker för laget New York Dragons. Han gick på Iowa State University.